# Au nom de la vie
Pour plus de détails, voir Fiche technique et Distribution.
Au nom de la vie (Во имя жизни, Vo imya zhizni) est un film soviétique réalisé par Iossif Kheifitz et Alexandre Zarkhi, sorti en 1946,.

## Fiche technique
- Réalisation : Iossif Kheïfitz
- Photographie : Viatcheslav Gardanov
- Musique : Venedikt Puchkov
- Décors : Nikolaï Suvorov
- Montage : E. Bajenova, Evgeniia Makhankova
- Date de sortie : 1946